# Tom Gascoyne
Thomas Jepson „Tom“ Gascoyne (* 17. August 1876 in Whittington, Derbyshire; † 4. Oktober 1917) war ein britisch-australischer Radsportler. 
Tom Gascoyne begann 1893 mit dem Radsport. Er stellte eine Reihe von Rekorden auf, darunter 1896 einen Weltrekord über 25 Meilen mit 57 Minuten und 18 Sekunden. Gemeinsam mit Sidney Jenkins bildete er ein starkes Tandem-Duo. Im Jahr 1900 startete er bei Rennen in Frankreich und belegte den zweiten Platz beim Grand Prix de l’UVF. Im Jahr darauf reiste er in die Vereinigten Staaten, wo er bei Rennen im Madison Square Garden startete. Auf der Radrennbahn von Boston schlug er zweimal den Weltmeister von 1899, Major Taylor.
Anschließend wanderte Gascoyne nach Australien aus, legte eine Wettkampfpause ein und verdiente sein Geld als Arbeiter. Mit seiner Familie lebte er zunächst in New South Wales, dann zog sie nach Preston, einem Vorort von Melbourne. Ab 1907 trat er wieder bei Radrennen an und startete unter anderem beim Sechstagerennen in Sydney.
1916, im Alter von 39 Jahren, meldete sich Tom Gascoyne freiwillig zur Australian Imperial Force, um als Soldat im Ersten Weltkrieg zu kämpfen. Er bestimmte, dass der Großteil seines Soldes direkt an seine Frau Linda gezahlt werden solle. Er kam zum 21st Australian Infantry Battalion, das kurz zuvor in der Schlacht von Gallipoli große Verluste erlitten hatte. Am 4. Oktober 1917 begannen die Deutschen eine Offensive, um den Ort Zonnebeke zu erobern. Corporal Gascoyne fiel bei diesen Kämpfen.
Sein Leichnam wurde bislang nicht gefunden; Gascoynes Name befindet sich unter denen von rund 55.000 weiteren Vermissten auf dem Ehrenbogen Menenpoort in Ypern.